# Barbodes lanaoensis
Barbodes lanaoensis é uma espécie de Actinopterygii da família Cyprinidae.
Apenas pode ser encontrada na Filipinas.